# 116.ª Divisão Panzer (Alemanha)

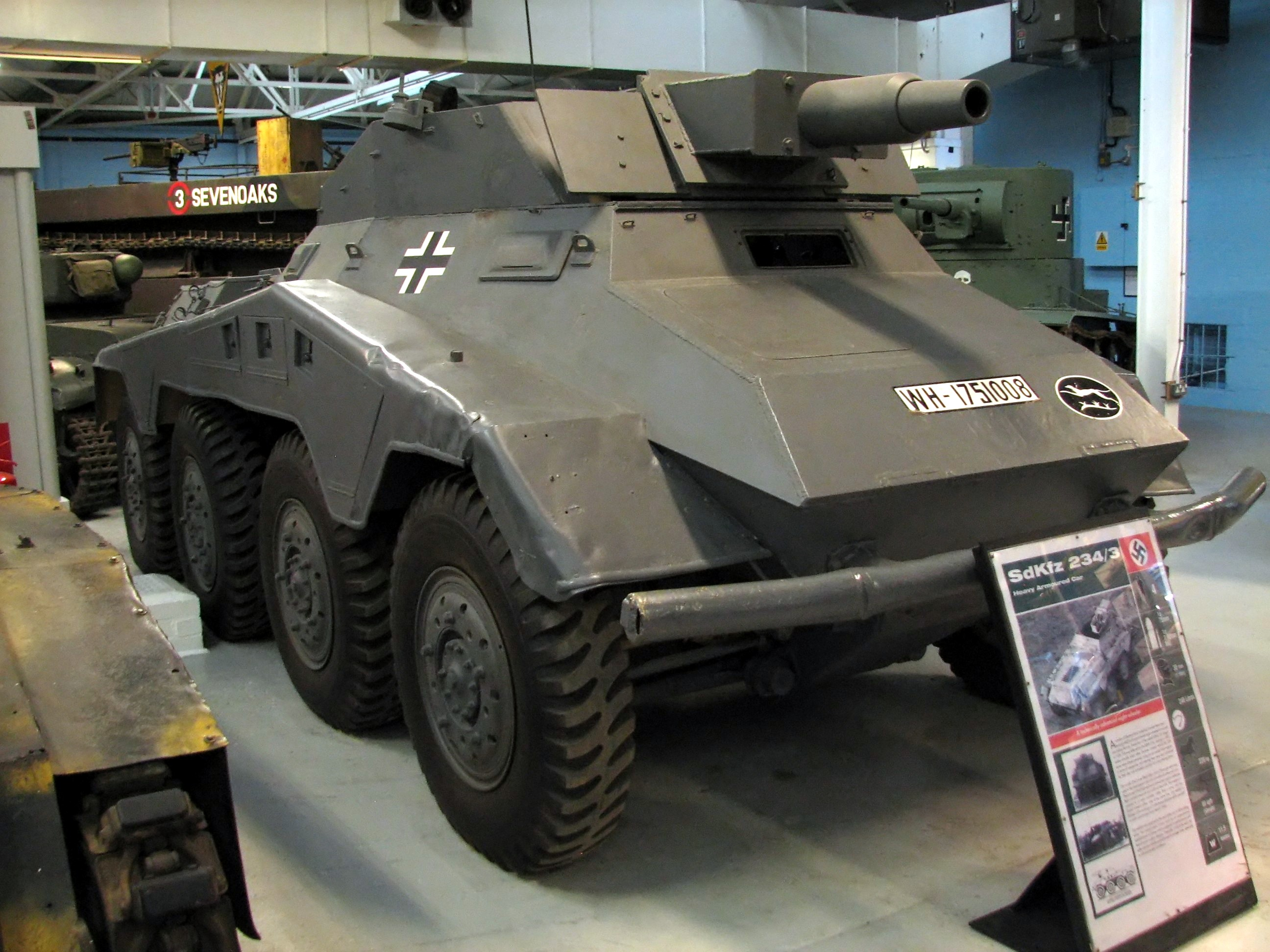
Carro blindado alemão SdKfz 234/3 no Museu de Tanques de Bovington. Este veículo tem a insígnia da 116ª Divisão Panzer

A 116ª Divisão Panzer (em alemão: 116. Panzer-Division) foi uma unidade militar blindada da Alemanha que esteve em serviço durante a Segunda Guerra Mundial.

## Comandantes
| Comandante                                | Data                                                     |
| ----------------------------------------- | -------------------------------------------------------- |
| Oberst Günther von Manteuffel             | 28 de março de 1944 - 30 de abril de 1944 m.d.F.b.       |
| Generalleutnant Gerhard Graf von Schwerin | 1 de maio de 1944 - 7 de agosto de 1944                  |
| Oberst Walter Reinhard                    | 7 de agosto de 1944 - 11 de agosto de 1944 m.d.st.F.b.   |
| Oberst Gerhard Müller                     | 11 de agosto de 1944 - 23 de agosto de 1944 m.d.F.b.     |
| Generalleutnant Gerhard Graf von Schwerin | 24 de agosto de 1944 - 14 de setembro de 1944            |
| Oberst Heinrich Voigtsberger              | 15 de setembro de 1944 - 19 de setembro de 1944 m.d.F.b. |
| Generalmajor Siegfried von Waldenburg     | 19 de setembro de 1944 - ? de abril de 1945              |

## Oficiais de operações
| Oberstleutnant Kurt Braun                                                   | 28 de março de 1944 - 25 de maio de 1944        |
| Major Heinz-Günther Guderian                                                | 25 de maio de 1944 - 22 de agosto de 1944 (WIA) |
| Major Lothar Wolf                                                           | 22 de agosto de 1944 - 15 de setembro de 1944   |
| Major Friedrich-Ferdinand Prinz zu Schleswig-Holstein-Sonderburg-Glücksburg | 15 de setembro de 1944 - 12 de novembro de 1944 |
| Oberstleutnant Heinz-Günther Guderian                                       | 12 de novembro de 1944 - abril de 1945          |

## Área de operações
| França             | março de 1944 - de agosto de 1944  |
| Alemanha Ocidental | agosto de 1944 - dezembro de 1944  |
| Ardenas            | dezembro de 1944 - janeiro de 1945 |
| Alemanha Ocidental | janeiro de 1945 - abril de 1945    |